# Syntrechalea caballero
Espèce
Syntrechalea caballero est une espèce d'araignées aranéomorphes de la famille des Trechaleidae.

## Distribution
Cette espèce se rencontre au Paraguay et au Brésil dans l'État de São Paulo,.

## Description
La carapace de la femelle holotype mesure 4,1 mm de long sur 4,2 mm de large et l'abdomen 6,0 mm de long.

## Étymologie
Son nom d'espèce lui a été donné en référence au lieu de sa découverte, Pedro Juan Caballero.

## Publication originale
- Carico, 2008 : Revision of the Neotropical arboreal spider genus Syntrechalea (Araneae, Lycosoidea, Trechaleidae). Journal of Arachnology, vol. 36, no 1, p. 118-130 (texte intégral).